# Comuna de Grudusk
Grudusk (polaco: Gmina Grudusk) é uma gminy (comuna) na Polónia, na voivodia de Mazóvia e no condado de Ciechanowski. A sede do condado é a cidade de Grudusk.
De acordo com os censos de 2004, a comuna tem 3927 habitantes, com uma densidade 40,6 hab/km².

## Área
Estende-se por uma área de 96,69 km², incluindo:
- área agricola: 91%
- área florestal: 4%

## Demografia
Dados de 30 de Junho 2004:
|                      | Total   | Total | Mulheres | Mulheres | Homens  | Homens |
| -------------------- | ------- | ----- | -------- | -------- | ------- | ------ |
|                      | pessoas | %     | pessoas  | %        | pessoas | %      |
| População            | 3927    | 100   | 1956     | 49,8     | 1971    | 50,2   |
| Densidade (pop./km²) | 40,6    | 100   | 20,2     | 20,2     | 20,4    | 20,4   |

De acordo com dados de 2002, o rendimento médio per capita ascendia a 1363,66 zł.

## Comunas vizinhas
- Czernice Borowe, Dzierzgowo, Regimin, Stupsk, Szydłowo